# Hollweger Moor
Das Hollweger Moor ist ein Naturschutzgebiet in der niedersächsischen Stadt Westerstede im Landkreis Ammerland.
Das Naturschutzgebiet mit dem Kennzeichen NSG WE 211 ist 91 Hektar groß. Es liegt nordwestlich von Westerstede und besteht aus unkultiviertem Hochmoor, Heideflächen und Feuchtgrünland. Das Grünland wird landwirtschaftlich genutzt und dient als Pufferzone gegen die das Naturschutzgebiet umgebenden, überwiegend intensiv bewirtschafteten landwirtschaftlichen Nutzflächen. Im Kernbereich des Schutzgebietes kann sich das Hochmoor regenerieren.
Das Moorgebiet wird zum Augustfehn-Kanal entwässert, der bei Augustfehn ins Aper Tief mündet.
Das Gebiet steht seit dem 21. Dezember 1991 unter Naturschutz. Zuständige untere Naturschutzbehörde ist der Landkreis Ammerland.